# (300071) 2006 UU206
(300071) 2006 UU206 es un asteroide perteneciente al cinturón de asteroides, descubierto el 23 de octubre de 2006 por el equipo del Spacewatch desde el Observatorio Nacional de Kitt Peak, Arizona, Estados Unidos.

## Designación y nombre
Designado provisionalmente como 2006 UU206.

## Características orbitales
2006 UU206 está situado a una distancia media del Sol de 3,082 ua, pudiendo alejarse hasta 3,496 ua y acercarse hasta 2,668 ua. Su excentricidad es 0,134 y la inclinación orbital 1,430 grados. Emplea 1976,41 días en completar una órbita alrededor del Sol.

## Características físicas
La magnitud absoluta de 2006 UU206 es 16,4.